# Убийство XXXTentacion
18 июня 2018 года американский рэпер XXXTentacion (настоящее имя Джасей Дуэйн Онфрой) был застрелен нападавшими во время попытки ограбления, недалеко от RIVA Motorsports — магазина дорогих мотоциклов и лодок в Дирфилд-Бич, штат Флорида. Он получил пулю в шею и находился в критическом состоянии, прежде чем был объявлен мёртвым в 17:30 по восточному времени.

## Убийство

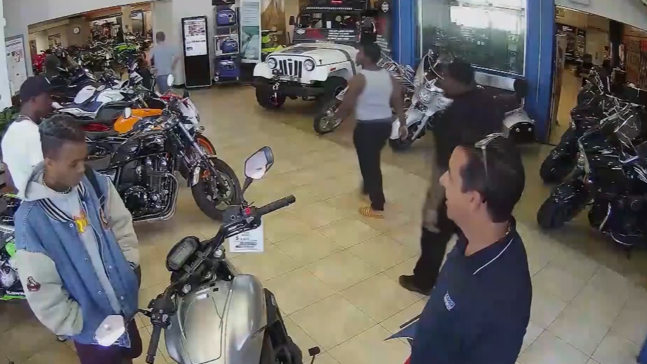
Роберт Аллен и Дедрик Уильямс следят за XXXTentacion в мотосалоне

18 июня Онфрой отправился в банк, чтобы снять деньги перед походом в «RIVA Motorsports», магазин мотоциклов и лодок в Дирфилд-Бич, штат Флорида. После снятия денег в банке за ним последовал внедорожник Dodge Journey тёмного цвета, в котором (предположительно) ехали Дедрик Уильямс, Роберт Аллен, Майкл Боутрайт и Трейвон Ньюсом.
В 15:30 по восточному времени Онфрой прибыл в «RIVA Motorsports» и вошёл туда вместе со своим другом. Роберт Аллен последовал за Онфроем в магазин, чтобы убедиться, что внутри BMW был Онфрой. Две минуты спустя Ньюсом и Боутрайт, как утверждается, покинули внедорожник и последовали за Онфроем внутрь, пока Уильямс покупал маски в местном магазине, которые использовались во время ограбления.
Через полчаса Онфрой вышел из автосалона, сел в свой чёрный BMW i8 и начал отъезжать от автосалона. Внедорожник встал спереди автомобиля Онфроя, блокируя его, в то время как Ньюсом и Боутрайт вышли из автомобиля и потребовали имущество у Онфроя. Завязалась короткая борьба, в результате которой Боутрайт, предположительно, выстрелил Онфрою в шею. Свидетели рассказали полиции, что Ньюсом и Боутрайт забрали сумку Louis Vuitton из машины Онфроя, а затем сбежали, в то время как друг Онфроя вышел из машины и убежал с места преступления.
Стрельба произошла в восточной части города, в Паркленде, где Онфрой жил в то время. Пожарный департамент округа Бровард доставил Джасея в больницу Broward Health North. Онфрой изначально находился после стрельбы в критическом состоянии, но позже шериф округа Бровард подтвердил его смерть.

## Аресты
Вскоре после объявления о смерти Онфроя офис шерифа округа Бровард предложил вознаграждение в 3000 $ за информацию, ведущую к аресту подозреваемых. Изначально многие поклонники Онфроя, многочисленные интернет-пользователи и местные жители подозревали местных флоридских рэперов Soldier Kidd и Soldier Jojo в убийстве Онфроя из-за нескольких подозрительных Instagram-постов, сделанные в паре с конкретными деталями, но эти обвинения были сняты, когда были арестованы Дедрик Уильямс и Майкл Боутрайт (предполагаемый стрелок).
20 июня 2018 года офис шерифа округа Бровард арестовал 22-летнего Дедрика Девоншея Уильямса по подозрению в убийстве Онфроя. Уильямс был задержан во время погони и опознан по одежде, которую он носил 18 июня, включая оранжевые сандалии и белую майку. Полиция сопоставила изображения с камер безопасности с недавними фотографиями из аккаунта Instagram Уильямса, в котором были «те же или похожие ярко-оранжевые сандалии». Он также был идентифицирован сотрудниками, которые видели, как он входил в RIVA Motorsports для покупки неопреновой маски. После ареста Уильямса были выданы ещё два действующих ордера.
27 июня 22-летний Роберт Аллен был назван подозреваемым по делу, а 26 июля был арестован.
5 июля 22-летний Майкл Боутрайт был также арестован офисом[уточнить] шерифа округа Бровард. Первоначально он был арестован по обвинениям, связанным с наркотиками, но 10 июля был выдан ордер по подозрению в участии в убийстве Онфроя. Полицейские полагают, что Боутрайт был тем, кто смертельно ранил Онфроя. Эти трое мужчин были позже обвинены большим жюри, вместе с четвёртым.
7 августа 20-летний Трейвон Ньюсом был арестован за причастность к убийству. Ньюсом и Боутрайт — предполагаемые стрелки.

## Судебное дело
Дедрику Уильямсу было предъявлено обвинение в убийстве первой степени, нарушении испытательного срока, а также ему было отказано в залоге. 25 июня он не признал вину. Уильямс подвергался аресту ранее.
10 июля Майкл Боутрайт был арестован и обвинён в умышленном убийстве первой степени. По данным управления шерифа округа Бровард, Боутрайт изначально был арестован по другому обвинению с наркотиками 5 июля, после чего, 10 июля, ему было предъявлено обвинение в убийстве Онфроя.
25 июля третий подозреваемый, 22-летний Роберт Аллен, был обвинён в преднамеренном убийстве первой степени и взят под стражу в доме своей сестры в Джорджии. Его удерживали в округе Додж, штат Джорджия без возможности залога по ордеру офиса шерифа округа Бровард.
7 августа офис шерифа округа Бровард объявил в Твиттере, что 20-летний Трейвон Ньюсом был взят под стражу по обвинению в преднамеренном убийстве первой степени и ограблении с использованием оружия.
Отец Джасея Онфроя, Дуэйн Онфрой, заявил, что желает смертной казни для подозреваемого убийцы и пожизненного заключения без возможности условно-досрочного освобождения для подозреваемых сообщников. Поскольку подозреваемые обвиняются во Флориде, если их признают виновными в убийстве первой степени, максимальным наказанием может быть смертная казнь. Тем не менее, обвинение решило добиваться пожизненного лишения свободы без возможности условно-досрочного освобождения
12 августа 2022 года Роберт Аллен признал себя виновным в менее серьёзном обвинении в убийстве второй степени в обмен на показания против трёх других подсудимых. 20 марта 2023 года все трое подсудимых были признаны виновными по всем пунктам обвинения.

### Суд
После того, как адвокаты Боутрайта попросили провести для него психологическую экспертизу перед судом, он был оценён и признан вменяемым и должен предстать перед судом. 17 января 2023 года судья Майкл Усан постановил, что криминальное прошлое и личные качества Онфроя не имеют отношения к преступлению и не будут допущены в качестве доводов в суде. Судебный процесс начался в 7 февраля 2023 года. 20 марта 2023 года все трое подсудимых были признаны виновными по всем пунктам обвинения. Им может грозить наказание в виде пожизненного заключения без возможности условно-досрочного освобождения.

## Последствия
После объявления об убийстве Онфроя поклонниками и местными жителями был быстро создан импровизированный мемориал, состоящий из песен артиста и слов памяти, написанных мелом и растянувшийся почти на сто метров. Владелец RIVA Motorsports, где Онфрой был убит, провел всенощное бдение 19 июня 2018 года. Сотни людей собрались во время всенощной и шерифы округа Бровард были вынуждены перекрыть улицу. Также поклонники устроили импровизированный мемориал у дома Онфроя в Паркленде, который к моменту убийства находился в процессе строительства. Команда Онфроя опубликовала заявление о том, что вскоре проведёт полноценную церемонию его памяти.
Блогер Adam Grandmaison, известный как Adam22, создатель подкаста No Jumper, которому Онфрой дал своё первое профессиональное интервью, провёл памятный день после смерти Онфроя перед своим розничным магазином BMX OnSomeShit на Мелроуз-авеню в Лос-Анджелесе, куда пришла толпа из 300 человек. Число людей в итоге превысило тысячу и их разогнала полиция в специальном снаряжении. Сообщалось, что для разгона толпы использовались резиновые пули и слезоточивый газ.

### Похороны

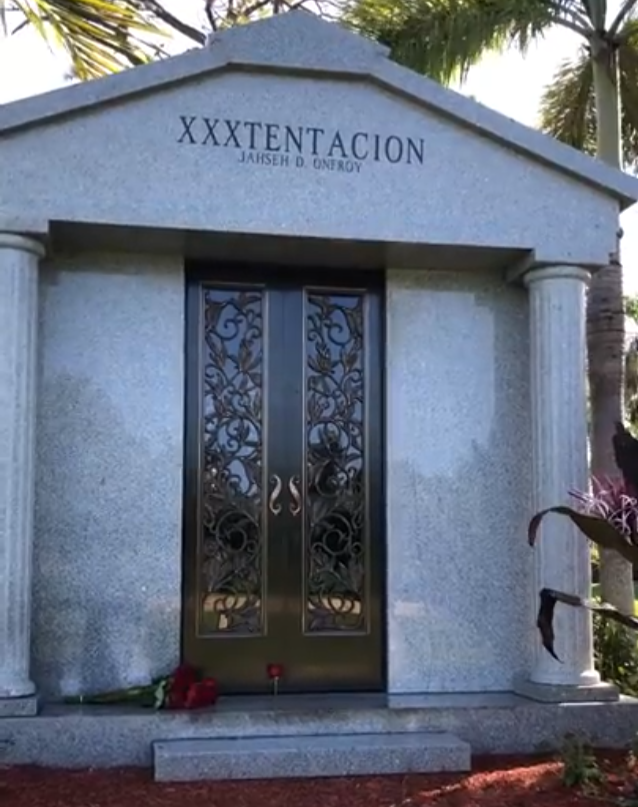
Мавзолей XXXTentacion 2018 года, Флорида, США

27 июня в BB&T Center в Санрайзе, штат Флорида, состоялась гражданская панихида по Онфрою, где поклонники смогли отдать дань уважения. На следующий день состоялись его частные похороны, на которых присутствовали рэперы Lil Uzi Vert, Lil Yachty, Дензел Карри и певица Эрика Баду. Он был похоронен в сером мавзолее в садах Мемориального парка Бока-Ратон, в Бока-Ратоне, штат Флорида.

### Коммерческая отдача
19 июня, на следующий день после смерти Онфроя, Billboard сообщил, что рекордную по числу прослушиваний за день запись Тейлор Свифт «Look What You Made Me Do» для Spotify (10,1 млн прослушиваний) опередил трек Онфроя «Sad!» с более чем 10,4 млн прослушиваний. За этим последовало 16-кратное увеличение продаж на всех платформах для прослушивания и загрузки песен, включая 7000-кратное увеличение продаж компакт-дисков на Amazon.com. Ожидалось, что альбом Онфроя ? вернется в пятёрку лучших. В течение недели после его убийства, в конечном счете он достиг третьего места с продажами в 90.000 единиц, эквивалентных альбому, по сравнению с 19.000 единиц ранее.
В течение недели после его убийства, песня Онфроя «Sad!» поднялась с 52-го до 1-го места в Billboard Hot 100, что сделало его первым исполнителем, который посмертно возглавил Hot 100 со времён The Notorious B.I.G. с треком «Mo Money Mo Problems» в 1997 году. 28 июня его команда посмертно выпустила видеоклип на песню «Sad!», который собрал более 166 миллионов просмотров, в то время как аудио-версия песни имеет более 1 миллиарда прослушиваний.